# Codi ATC J01
El  codi ATC J01, descrit com Antibacterians per a ús sistèmic, és una subgrup terapèutic de l'Anatomical, Therapeutic, Chemical Classification System (ATC). La classificació ATC és un sistema de codis alfanumèric desenvolupat per l'Organització Mundial de la Salut (OMS) per als fàrmacs i altres productes sanitaris. El subgrup J01 és part del grup anatòmic J Antiinfecciosos en general per a ús sistèmic.

Els codis per a ús veterinari (codis ATCvet) poden han estat creats afegint la lletra Q davant dels codis ATC humans: QJ01... 
Les adaptacions estatals de la classificació ATC poden incloure codis addicionals no presents en aquesta llista, que segueix la versió de l'OMS.

## J01ATetraciclines
J01A A Tetraciclines

## J01BAnfenicols
J01B A Anfenicols

## J01CAntibacteriansbetalactàmics,penicil·lines
J01C A Penicil·lines amb espectre ampliat
J01C I Penicil·lines sensibles a la betalactamasa
J01C F Penicil·lines resistents a la betalactamasa
J01C G Inhibidors de la betalactamasa
J01C R Combinacions de penicil·lines, incl. inhibidors de la betalactamasa

## J01D Altres antibacterians betalactàmics
J01D A Cefalosporines i substàncies relacionades
J01D F Monobactàmics
J01D H Derivats del carbapenem

## J01ESulfonamidesitrimetoprima
J01E A Trimetoprima i derivats
J01E B Sulfonamides d'acció curta
J01E C Sulfonamides d'acció intermèdia
J01E D Sulfonamides d'acció llarga
J01E I Combinacions de sulfonamides i trimetoprima, incl. derivats

## J01FMacròlids,lincosamidesiestreptogramines
J01F A Macròlids
J01F F Lincosamides
J01FG Estreptogramines

## J01GAminoglicòsidsantibacterians
J01G A Estreptomicines
J01G B Altres aminoglicòsids

## J01MQuinolonesantibacterianes
J01M A Fluoroquinolones
J01M B Altres quinolones

## J01R Combinacions d'antibacterians
J01R A Combinacions d'antibacterians

## J01X Altres antibacterians
J01X A Glicopèptids antibacterians
J01X B Polimixines
J01X C Esteroides antibacterians
J01X D Derivats imidazòlics
J01X X Altres antibacterians